# Pheneps antennalis
Pheneps antennalis là một loài bọ cánh cứng trong họ Psephenidae. Loài này được Spangler & Steiner miêu tả khoa học đầu tiên năm 1983.